# 371 a. C.
El año 371 a. C. fue un año del calendario romano prejuliano. En el Imperio romano se conocía como el Quinto año sin Tribunado o Consulado (o menos frecuentemente, año 383 Ab urbe condita).

## Acontecimientos
- Batalla de Leuctra, derrota de los espartanos, con lo cual se pone fin a su hegemonía, por los tebanos
- Conferencia de paz en Grecia para intentar acordar la Paz Común. Las negociaciones se rompen cuando Epaminondas se niega a disolver la Liga Beocia, y estalla la guerra entre Tebas y Esparta.
- Esparta es derrotada por las fuerzas tebanas al mando de Epaminondas en la batalla de Leuctra. Esparta deja de ser la mayor potencia del Peloponeso y Grecia.[1]

## Nacimientos
- Teofrasto, filósofo peripatético (m. 287 a. C.) (fecha aproximada).

## Fallecimientos
- Kleómbrotos I, rey espartano, en la Batalla de Leuctra.